# Tautoneura mayarami
Tautoneura mayarami är en insektsart som beskrevs av Mathew och K. Ramakrishnan 1996. Tautoneura mayarami ingår i släktet Tautoneura och familjen dvärgstritar. Inga underarter finns listade i Catalogue of Life.